# 亀がアキレスに言ったこと
「亀がアキレスに言ったこと」（かめがアキレスにいったこと、What the Tortoise Said to Achilles）は、1895年にルイス・キャロルが哲学雑誌『Mind』に書いた短い対話編。この文章の中でキャロルによって提示された問題は現在「ルイス・キャロルのパラドックス」（Lewis Caroll's Paradox）、または単に「キャロルのパラドックス」と呼ばれることもある。文中で対話を行う「アキレス」と「亀」は、アキレスが決して亀を追い抜くことができない、という運動に関するゼノンのパラドックスから取られている。キャロルはこの2人の対話を通して、論理学の基礎的な問題をユーモラスに提示してみせた。
この対話において、亀はアキレスに対し「論理の力を使って自分を納得させてみろ」と吹っ掛ける。つまり「単純な演繹からでてくる結論を私に認めさせてみろ」と言う。しかし結局アキレスはそれができない。なぜなら、カメが論理学の基本的な推論規則に対して「なぜそうなのか?」という問いを発し続けてアキレスを無限後退に追いやるためである。

## 概要

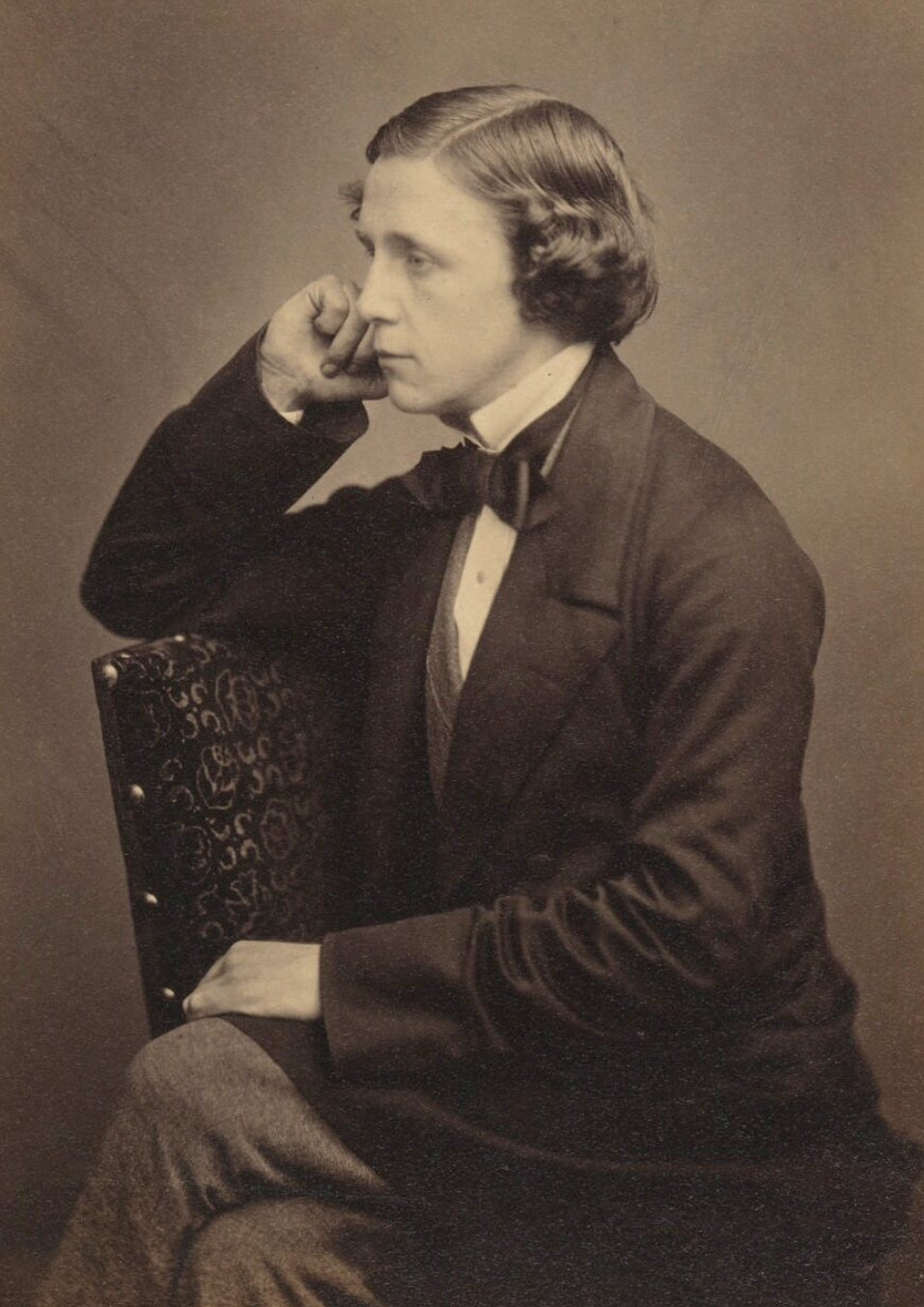
パラドックスを提示した数学者ルイス・キャロル。『不思議の国のアリス』の作者としても知られる。

この議論はまず次のような論証を考えるところから始まる。
ここで亀はアキレスに「この結論が前提から論理的に導かれているかどうか」を尋ねる。するとアキレスは「明らかにそうだ」と答える。亀は再び訊ねる。「ユークリッド原論の読者のなかには、『前提Aと前提Bの両方が真である』という事は拒否しつつ、かつ、それでも『この論証の形式自体は論理的に妥当だ』と認める者がいるのではなかろうか」と。アキレスは「そのような読者はいるだろう」と答える。つまり「もし前提Aと前提Bが真であるならばZも真でなければならない」とは認めつつも、「前提Aと前提Bが真である」とは認めない(つまり前提を否定する人間、論証の健全性を否定する人間)はいるだろう、と。
ここで再び亀はアキレスにこう問いかける。「二番目の種類の読者として、『前提Aと前提Bが真である』とは認めながら、なおかつ『前提Aと前提Bがどちらも真であるならば、Zも真でなければならない』という原則については受け入れない、という者もいるのではないか」と。アキレスは亀に同意して「そのような者もいるだろう」と認める。すると亀は「自分をそういう人間だと考えてくれ」とアキレスにいう。そしてその上で、「結論Zが正しくなければならないということを受け入れざるをえないよう論理的に私を説得してみてほしい」と頼む(亀は二番目の種類の読者として、論証そのもの、推論式による結論、形式、妥当性を拒否している)。
A、B、Zをノートに書き留めたアキレスは、ならば「こういう前提を認めろ」と亀に迫る。
 前提 C: もしAとBが正しければ、Zは正しくなければならない。
亀はこれを受け入れる。ただし自分がこれを受け入れたことが分かるように、ノートにその新しい内容を書きこんでくれと頼む。アキレスはノートに前提Cを書き込む。そして新しい形はこうなった。
確かに亀は前提Cは認めはした。しかしこの新しい形の拡張された論証であっても、なお亀は結論Zを受け入れることを拒否する。アキレスは「君はAとBとCを受け入れたのだから、Zも認めなければならない」と言う。しかしそれに対し亀は「それは更なる前提だ」と返す。亀は「僕は前提Cを認めはした、けれども『AとBとCから、Zが結論される』ということは認めていない」と言う。つまり次のような前提Dが正しいかどうかを確かめねばZという結論はまだ誤りがありえるとほのめかした。
 前提 D: もしAとBとCが正しければ、Zは正しくなければならない。
この前提をノートに書き足してくれるならば、それを認めてもよい、と亀は言う。そこでアキレスはノートに前提Dを書き足す。そして新しい形はこうなる。
予想がつくであろうが、これでもやはり亀は「結論Zが前提から論理的に導かれている」とは認めない。キャロルの文章ではこの段階で次のようなやりとりで対話が締めくくられる。

## 一般化
この過程を一般化すると次のようになる。アキレスがノートに記入している前提の数を n個として、ある段階でのノートの状態は次のようになる。
このとき、亀は書き留められた前提をすべて認めはする。しかし次のような更なる前提、これが結論Zを正しいと認めざるを得なくなるためには必要だ、と亀は言う。
 前提 (n+1): もし(1)と(2)と(3)と(4)と...と(n-1)と(n)が正しければ、Zは正しくなければならない。
亀はこれをノートに書き足してほしい、とアキレスに頼み、そして状況はまた元に戻る。つまりこの過程は終わりなく繰り返され、アキレスが付け足す前提の数は際限なく増え続る。それでも亀が結論Zを認めることはない。つまりこの過程は無限後退へ陥いる。

## 反駁
何人かの哲学者がこのキャロルのパラドックスを解決しようとしてきた。バートランド・ラッセルは「The Principles of Mathematics」(1903年)で簡単な議論をしている。それによれば、自明ではない命題間の関係である含意 implication （「pならばqである」という形式による結びつき)と、自明である命題間の関係である推論 inference （「pであるゆえにqである」という形式による結びつき)を区別すべきだという。この違いを明確にすることでラッセルは、AとBが等しいことからZだという含意 によって論じようとする、あるいは仮言的な「AとBが正しいならば、Zは正しい」ということへの合意へと議論を依存させようとする亀の試みを否定できるとしている。
ウィトゲンシュタイン派の哲学者ピーター・ウィンチもまた「社会科学の理念」(1958年)のなかでこのパラドックスを扱っている。彼が論ずるところでは、このパラドックスが示唆しているのは「推理をしようとする実際的(actual)なプロセスがつまりはこのパラドックスの核心なのだが、それは論理で定式化されたものとしては提示しえない何かだ…。推論を身につけることは命題同士の論理的な関係を明らかにすることを教えられればよいということでは全くない。それは何をするかを学ぶことなのだ」(p.58)。伊佐敷隆弘も同様の旨を述べている。